# 1829
Il 1829 (MDCCCXXIX in numeri romani) è un anno  del XIX secolo.

## Eventi
- La missione Philipton costituisce base militare britannica assieme alla missione Glasgow di Balfour. Il missionario metodista Shaw arma e insedia gruppi di bianchi ad Albany e nella zona orientale del Capo per ampliare i latifondi dei coloni.
- In Inghilterra viene dichiarata l'uguaglianza politica e giuridica per tutti coloro che non sono anglicani.
- Londra: Istituzione della Polizia metropolitana, che diventerà modello per le moderne forze di polizia nel mondo.
- A Corticella viene rilevata la presenza di una sorgente di acqua solforosa.
- 23 gennaio – A Lucca viene fondata la congregazione delle Suore Ministre degli Infermi di San Camillo.
- 26 gennaio – Muore a Bangkok, nell'odierna Thailandia, l'ultimo re di Vientiane Anuvong. Catturato dopo il tentativo di liberare il suo regno dal vassallaggio ai siamesi, muore in una gabbia insieme alla moglie dopo atroci torture pubbliche.
- 31 marzo – Viene eletto papa il cardinale Francesco Saverio Castiglioni, il quale assume il nome di Pio VIII.
- 13 aprile – Il Roman Catholic Relief Act 1829 (atto di emancipazione) dà ai cattolici del Regno Unito il diritto di voto e di sedere in Parlamento.
- 16 maggio – Inaugurato il Teatro Ducale di Parma.
- 10 giugno – Prima gara di canottaggio tra le università di Oxford e Cambridge.
- 3 agosto – Prima rappresentazione a Parigi dell'opera Guglielmo Tell di Gioachino Rossini.
- 12 settembre – Termine della Guerra d'indipendenza greca con la vittoria degli insorti ellenici. Il Peloponneso, le Isole Saroniche, le Cicladi e la Grecia continentale diventano indipendenti e formano il primo stato greco indipendente come monarchia; Creta viene ceduta all'Egitto.
- 14 settembre – Il Trattato di Adrianopoli pone fine al conflitto fra Impero Russo ed Ottomano, iniziato nel 1828.
- Ottobre – Si tiene il "Rainhill Trials" nel quale la locomotiva Rocket si aggiudica la vittoria.
- L'organo della Chiesa Parrocchiale di Perinaldo, viene costruito da Agati Giosuè di Pistoia.

## Nati
Ci sono circa 370 voci su persone nate nel 1829; vedi la pagina Nati nel 1829 per un elenco descrittivo o la categoria Nati nel 1829 per un indice alfabetico.

## Morti

### Gennaio
- 2 gennaio - Melchiorre Gioia, economista, filosofo e politico italiano (n. 1767)
- 6 gennaio - Josef Dobrovský, filologo, storico e slavista ceco (n. 1753)
- 11 gennaio - Ferdinando Gasparo Turrini, organista e compositore italiano (n. 1745)
- 12 gennaio - Friedrich Schlegel, filosofo tedesco (n. 1772)
- 12 gennaio - Mikiel Anton Vassalli, linguista, scrittore e editore maltese (n. 1764)
- 17 gennaio - Adam Müller, scrittore, economista e filosofo tedesco (n. 1779)
- 24 gennaio - Ottavio Assarotti, religioso e teologo italiano (n. 1753)
- 25 gennaio - Francis Willis, politico statunitense (n. 1745)
- 26 gennaio - Anuvong, sovrano laotiano (n. 1767)
- 27 gennaio - Luigi Fortis, gesuita italiano (n. 1748)
- 28 gennaio - Albrecht Ludwig Berblinger, inventore e pioniere dell'aviazione tedesco (n. 1770)
- 28 gennaio - Burke e Hare, serial killer britannico (n. 1792)
- 28 gennaio - Thomas Tredgold, ingegnere e scrittore britannico (n. 1788)
- 29 gennaio - Paul Barras, politico, generale e rivoluzionario francese (n. 1755)
- 29 gennaio - Pierre-Ferdinand de Bausset-Roquefort, arcivescovo cattolico francese (n. 1757)
- 29 gennaio - Giuseppe Lucchini, architetto svizzero (n. 1756)
- 29 gennaio - Timothy Pickering, politico statunitense (n. 1745)
- 30 gennaio - Aleksandr Sergeevič Griboedov, drammaturgo, poeta e compositore russo (n. 1795)

### Febbraio
- 10 febbraio - Papa Leone XII, papa, arcivescovo cattolico e cardinale italiano (n. 1760)
- 11 febbraio - Giovanni Bianchi, compositore italiano (n. 1758)
- 13 febbraio - Luigi Francesco di Borbone-Busset, generale francese (n. 1749)
- 16 febbraio - François-Joseph Gossec, compositore e violinista francese (n. 1734)
- 17 febbraio - Jacopo Filiasi, storico italiano (n. 1750)
- 18 febbraio - Giovanni Francesco Marazzani Visconti, cardinale italiano (n. 1755)
- 22 febbraio - Adam Albert von Neipperg, generale, politico e diplomatico austriaco (n. 1775)
- 24 febbraio - Jan Stefani, compositore polacco (n. 1747)
- 25 febbraio - Giovanni Raimondo Torlonia, nobile e banchiere italiano (n. 1754)
- 26 febbraio - Johann Heinrich Wilhelm Tischbein, pittore tedesco (n. 1751)
- 28 febbraio - Girolamo Bardi, scienziato e pedagogista italiano (n. 1777)

### Marzo
- 2 marzo - Karl Gottfried Hagen, chimico tedesco (n. 1749)
- 2 marzo - Josefa Ortiz de Domínguez, rivoluzionaria messicana (n. 1774)
- 5 marzo - John Adams, marinaio britannico (n. 1767)
- 5 marzo - Antonio Montucci, sinologo, letterato e editore italiano (n. 1762)
- 8 marzo - Francesco Ruspoli, III principe di Cerveteri, principe italiano (n. 1752)
- 13 marzo - Giuseppe Marocco, avvocato italiano (n. 1773)
- 14 marzo - Francis Johnston, architetto irlandese (n. 1760)
- 14 marzo - Giuseppe Monico, letterato italiano (n. 1769)
- 17 marzo - Sofia Albertina di Svezia, principessa e religiosa svedese (n. 1753)
- 18 marzo - Alexandre de Lameth, politico e generale francese (n. 1760)
- 19 marzo - Jacques-Antoine de Révérony Saint-Cyr, militare, scrittore e librettista francese (n. 1767)
- 21 marzo - George Engleheart, pittore e miniaturista britannico (n. 1752)
- 23 marzo - Richard Anthony Salisbury, botanico inglese (n. 1761)
- 31 marzo - Edward Augustus Holyoke, medico e scienziato statunitense (n. 1728)

### Aprile
- 2 aprile - Federico VI d'Assia-Homburg, nobile tedesco (n. 1769)
- 5 aprile - Therese von Sternbach, austriaca (n. 1775)
- 6 aprile - Niels Henrik Abel, matematico norvegese (n. 1802)
- 18 aprile - Mahmud Shah Durrani, sovrano afghano (n. 1769)
- 22 aprile - Saverio Morelli, avvocato italiano (n. 1761)

### Maggio
- 4 maggio - Johann Gustav Gottlieb Büsching, archivista e storico tedesco (n. 1783)
- 6 maggio - Ottaviano Targioni Tozzetti, medico e botanico italiano (n. 1755)
- 7 maggio - Mauro Giuliani, chitarrista, compositore e violoncellista italiano (n. 1781)
- 8 maggio - Pietro Mazzucchelli, filologo e bibliografo italiano (n. 1762)
- 10 maggio - Samuel Eyles Pierce, predicatore e teologo inglese (n. 1746)
- 10 maggio - Thomas Young, scienziato britannico (n. 1773)
- 12 maggio - Francesco Guadagnino, pittore italiano (n. 1755)
- 12 maggio - Luigi Tadini, collezionista d'arte e viaggiatore italiano (n. 1745)
- 17 maggio - John Jay, politico, diplomatico e rivoluzionario statunitense (n. 1745)
- 18 maggio - Maria Giuseppa Amalia di Sassonia, regina (n. 1803)
- 21 maggio - Mir Akbar Ali Khan Siddiqi Asaf Jah III, principe indiano (n. 1768)
- 21 maggio - Pietro I di Oldenburg, sovrano tedesco (n. 1755)
- 29 maggio - Humphry Davy, chimico, fisico e divulgatore scientifico britannico (n. 1778)
- 30 maggio - Luigi Aloisio di Hohenlohe-Waldenburg-Bartenstein, nobile e generale tedesco (n. 1765)

### Giugno
- 4 giugno - Giacomo Coccia, vescovo cattolico italiano (n. 1762)
- 6 giugno - Henry Dearborn, politico, medico e statistico statunitense (n. 1751)
- 8 giugno - Vincenzo Tobia Nicola Bellini, compositore italiano (n. 1744)
- 9 giugno - Baltasar Hidalgo de Cisneros, ammiraglio e politico spagnolo
- 10 giugno - Annibale Sommariva, militare austriaco (n. 1755)
- 11 giugno - Louis-Siffrein-Joseph de Salamon, vescovo cattolico e diplomatico francese (n. 1750)
- 15 giugno - Francis Buchanan-Hamilton, geografo, zoologo e botanico britannico (n. 1762)
- 16 giugno - Pierre-Paul Colonna de Cesari Rocca, politico e generale francese (n. 1748)
- 18 giugno - Grazioso Rusca, scultore svizzero (n. 1757)
- 21 giugno - Philipp Karl Buttmann, filologo classico tedesco (n. 1764)
- 23 giugno - Wojciech Bogusławski, attore teatrale, direttore teatrale e drammaturgo polacco (n. 1757)
- 24 giugno - Louis Friant, generale francese (n. 1758)
- 30 giugno - Jacques Alexis Thuriot, politico, avvocato e rivoluzionario francese (n. 1753)

### Luglio
- 3 luglio - Teresa Orsini Doria Pamphilj Landi, nobile italiana (n. 1788)
- 7 luglio - Jakob Friedrich von Abel, filosofo tedesco (n. 1751)
- 8 luglio - Emanuele Custo, vescovo cattolico italiano (n. 1765)
- 9 luglio - Henry FitzGerald, politico irlandese (n. 1761)
- 16 luglio - Vincenzo Giaconi, incisore italiano (n. 1760)
- 17 luglio - Gaetano Emanuele Bava di San Paolo, letterato e scrittore italiano (n. 1737)
- 25 luglio - Paul von Radivojevich, militare austriaco (n. 1759)
- 29 luglio - Vincenzo Maria Mossi, arcivescovo cattolico italiano (n. 1742)

### Agosto
- 8 agosto - Ferdinand Isaac de Rovéréa, militare svizzero (n. 1763)
- 9 agosto - Edward Tiffin, politico statunitense (n. 1766)
- 12 agosto - Charles Sapinaud, generale francese (n. 1760)
- 18 agosto - David Baird, I baronetto, generale, politico e nobile scozzese (n. 1757)
- 18 agosto - Antonio Crivelli, fisico italiano (n. 1783)
- 18 agosto - Maria Benedetta di Braganza, principessa portoghese (n. 1746)
- 23 agosto - Pierre Deval, politico francese (n. 1758)
- 27 agosto - Isidoro Bianchini, fantino italiano

### Settembre
- 2 settembre - Federico Manfredini, politico italiano (n. 1743)
- 4 settembre - Valerian Grigor'evič Madatov, generale russo (n. 1782)
- 5 settembre - Pierre Daru, politico, militare e scrittore francese (n. 1767)
- 5 settembre - Charles Stanhope, III conte di Harrington, nobile e ufficiale inglese (n. 1753)
- 7 settembre - Giuseppe Raddi, botanico italiano (n. 1770)
- 12 settembre - Gustave Dugazon, compositore francese (n. 1781)
- 12 settembre - Iakovos Tombazis, ammiraglio greco (n. 1782)
- 13 settembre - Juan Ignacio Molina, naturalista, botanico e gesuita cileno (n. 1740)
- 14 settembre - Uvedale Price, saggista inglese (n. 1747)
- 24 settembre - Pierre Rousseau, architetto francese (n. 1751)
- 27 settembre - Jean-Baptiste Rondelet, architetto francese (n. 1743)
- 27 settembre - Timotheus Winczian, militare austriaco (n. 1769)
- 28 settembre - Nikolaj Nikolaevič Raevskij, generale russo (n. 1771)
- 29 settembre - Pierre Dumont, politico, scrittore e giurista svizzero (n. 1759)

### Ottobre
- 1º ottobre - Carolina Ulrica Amalia di Sassonia-Coburgo-Saalfeld, principessa (n. 1753)
- 2 ottobre - Troilo Malipiero, scrittore e filosofo italiano (n. 1770)
- 8 ottobre - Luigi Gardellini, presbitero italiano (n. 1759)
- 8 ottobre - Andrea Valiante, militare e rivoluzionario italiano (n. 1761)
- 15 ottobre - George Dawe, pittore inglese (n. 1781)
- 17 ottobre - José María Córdova, generale colombiano (n. 1799)
- 18 ottobre - Edward Onslow, nobile e politico inglese (n. 1758)
- 24 ottobre - Luisa d'Assia-Darmstadt, nobile (n. 1761)
- 24 ottobre - Thomas Taylour, I marchese di Headfort, nobile e politico irlandese (n. 1757)
- 29 ottobre - Maria Anna Mozart, compositrice, pianista e clavicembalista austriaca (n. 1751)
- 30 ottobre - Camillo Alleva, arcivescovo cattolico italiano (n. 1770)

### Novembre
- 9 novembre - Jean-Xavier Lefèvre, clarinettista e compositore francese (n. 1763)
- 10 novembre - Antonino Faà di Bruno, vescovo cattolico italiano (n. 1762)
- 12 novembre - Jean-Baptiste Regnault, pittore francese (n. 1754)
- 12 novembre - Friedrich Gottlieb Süskind, teologo tedesco (n. 1767)
- 14 novembre - Maria Beatrice d'Este, duchessa (n. 1750)
- 14 novembre - Louis Nicolas Vauquelin, chimico e farmacista francese (n. 1763)
- 15 novembre - Giovanni Marchetti, arcivescovo cattolico italiano (n. 1753)
- 17 novembre - Ekaterina Alekseevna Volkonskaja, nobildonna russa (n. 1754)
- 22 novembre - Antonio Gaidon, architetto, urbanista e naturalista italiano (n. 1738)
- 23 novembre - Rita e Cristina Parodi, italiana (n. 1829)
- 23 novembre - Filippo Francesco di Leyen, principe tedesco (n. 1766)
- 24 novembre - Giuseppe Carignani di Novoli, politico e nobile italiano (n. 1759)
- 25 novembre - Therese von Artner, scrittrice austriaca (n. 1772)
- 26 novembre - Bushrod Washington, giurista statunitense (n. 1762)
- 27 novembre - Ercole Gasparini, architetto italiano (n. 1771)

### Dicembre
- 1º dicembre - Johann Baptist Ziz, botanico tedesco (n. 1779)
- 3 dicembre - Juan Agustín Ceán Bermúdez, storico dell'arte e pittore spagnolo (n. 1749)
- 3 dicembre - Daniel Huber, matematico e astronomo svizzero (n. 1768)
- 5 dicembre - Friedrich Christian Rosenthal, anatomista tedesco (n. 1780)
- 6 dicembre - Baltzar von Platen, militare e politico svedese (n. 1766)
- 7 dicembre - Isidro González Velázquez, architetto spagnolo (n. 1765)
- 10 dicembre - Anne-Louis-Henri de La Fare, cardinale e arcivescovo cattolico francese (n. 1752)
- 11 dicembre - Henry Clinton, generale e politico britannico (n. 1771)
- 14 dicembre - Luigi Marchesi, cantante castrato italiano (n. 1754)
- 15 dicembre - Nicola Covelli, mineralogista italiano (n. 1790)
- 16 dicembre - Anna Bunina, poetessa russa (n. 1774)
- 18 dicembre - Jean-Baptiste de Lamarck, naturalista, zoologo e botanico francese (n. 1744)
- 19 dicembre - Johann August Krafft, pittore e incisore tedesco (n. 1798)
- 24 dicembre - Carlo Cottone, principe di Castelnuovo, politico italiano (n. 1756)
- 24 dicembre - George Montagu, ammiraglio britannico (n. 1750)
- 28 dicembre - Wenzel Peter, pittore austriaco (n. 1745)
- 29 dicembre - Enrichetta di Nassau-Weilburg, nobile (n. 1797)
- 30 dicembre - Aleksej Borisovič Kurakin, politico russo (n. 1759)
- 30 dicembre - Carlo Tedaldi Fores, scrittore italiano (n. 1793)
- 31 dicembre - Alphonse Rabbe, giornalista, storico e scrittore francese

### Senza giorno specificato
- Maddalena Allegranti, soprano italiano (n. 1754)
- Luigi Angeli, medico e scrittore italiano (n. 1739)
- Julien-Honoré-Germain d'Aubuisson, pittore francese (n. 1786)
- Giovanni Avondo, pittore italiano (n. 1763)
- John Aynsley I, ceramista e decoratore britannico (n. 1752)
- Charles Brisbane, marinaio britannico (n. 1769)
- Jean-Baptiste Cavaignac, generale francese (n. 1763)
- Giuseppe De Marini, attore teatrale italiano (n. 1772)
- Henri Decremps, giurista e matematico francese (n. 1746)
- Dmitrij Petrovič Buturlin, bibliotecario russo (n. 1763)
- Bianca Maria III Doria, nobildonna italiana (n. 1763)
- Elizabeth Farren, attrice irlandese (n. 1759)
- Sofia Giordano, pittrice italiana (n. 1778)
- Giambattista Giusti, ingegnere e traduttore italiano (n. 1758)
- Thomas Hardwick, architetto britannico (n. 1752)
- Louis Hippolyte Leroy, mercante francese (n. 1763)
- Ruffino Massa, scrittore e giurista italiano (n. 1742)
- John Mawe, mineralogista inglese (n. 1764)
- Mehmed Said Galip Pascià, politico e diplomatico ottomano (n. 1763)
- Paku Alam I, sovrano indonesiano (n. 1764)
- Bernardo Porta, compositore italiano (n. 1767)
- Cornelio Saavedra, politico argentino (n. 1759)
- Andrea Saraceno, nobile italiano (n. 1739)
- Friedrich Eduard Schulz, filosofo e orientalista tedesco (n. 1799)
- James Smithson, mineralogista e chimico britannico (n. 1765)
- Nicola Tarino, architetto italiano (n. 1765)
- Matteo Wade, militare irlandese (n. 1747)
- Mohammad Kanzul Alam, sovrano bruneiano (n. 1743)
- Ekaterina von Engelhardt, nobildonna russa (n. 1761)

## Calendario
| Calendario 1829 | Calendario 1829 | Calendario 1829 | Calendario 1829 | Calendario 1829 | Calendario 1829 | Calendario 1829 | Calendario 1829 | Calendario 1829 | Calendario 1829 | Calendario 1829 | Calendario 1829 | Calendario 1829 | Calendario 1829 | Calendario 1829 | Calendario 1829 | Calendario 1829 | Calendario 1829 | Calendario 1829 | Calendario 1829 | Calendario 1829 | Calendario 1829 | Calendario 1829 | Calendario 1829 | Calendario 1829 | Calendario 1829 | Calendario 1829 | Calendario 1829 | Calendario 1829 | Calendario 1829 | Calendario 1829 | Calendario 1829 | Calendario 1829 |
| --------------- | --------------- | --------------- | --------------- | --------------- | --------------- | --------------- | --------------- | --------------- | --------------- | --------------- | --------------- | --------------- | --------------- | --------------- | --------------- | --------------- | --------------- | --------------- | --------------- | --------------- | --------------- | --------------- | --------------- | --------------- | --------------- | --------------- | --------------- | --------------- | --------------- | --------------- | --------------- | --------------- |
|                 | 1               | 2               | 3               | 4               | 5               | 6               | 7               | 8               | 9               | 10              | 11              | 12              | 13              | 14              | 15              | 16              | 17              | 18              | 19              | 20              | 21              | 22              | 23              | 24              | 25              | 26              | 27              | 28              | 29              | 30              | 31              |                 |
| Gennaio         | Gi              | Ve              | Sa              | Do              | Lu              | Ma              | Me              | Gi              | Ve              | Sa              | Do              | Lu              | Ma              | Me              | Gi              | Ve              | Sa              | Do              | Lu              | Ma              | Me              | Gi              | Ve              | Sa              | Do              | Lu              | Ma              | Me              | Gi              | Ve              | Sa              |                 |
| Febbraio        | Do              | Lu              | Ma              | Me              | Gi              | Ve              | Sa              | Do              | Lu              | Ma              | Me              | Gi              | Ve              | Sa              | Do              | Lu              | Ma              | Me              | Gi              | Ve              | Sa              | Do              | Lu              | Ma              | Me              | Gi              | Ve              | Sa              |                 |                 |                 |                 |
| Marzo           | Do              | Lu              | Ma              | Me              | Gi              | Ve              | Sa              | Do              | Lu              | Ma              | Me              | Gi              | Ve              | Sa              | Do              | Lu              | Ma              | Me              | Gi              | Ve              | Sa              | Do              | Lu              | Ma              | Me              | Gi              | Ve              | Sa              | Do              | Lu              | Ma              |                 |
| Aprile          | Me              | Gi              | Ve              | Sa              | Do              | Lu              | Ma              | Me              | Gi              | Ve              | Sa              | Do              | Lu              | Ma              | Me              | Gi              | Ve              | Sa              | Do              | Lu              | Ma              | Me              | Gi              | Ve              | Sa              | Do              | Lu              | Ma              | Me              | Gi              |                 |                 |
| Maggio          | Ve              | Sa              | Do              | Lu              | Ma              | Me              | Gi              | Ve              | Sa              | Do              | Lu              | Ma              | Me              | Gi              | Ve              | Sa              | Do              | Lu              | Ma              | Me              | Gi              | Ve              | Sa              | Do              | Lu              | Ma              | Me              | Gi              | Ve              | Sa              | Do              |                 |
| Giugno          | Lu              | Ma              | Me              | Gi              | Ve              | Sa              | Do              | Lu              | Ma              | Me              | Gi              | Ve              | Sa              | Do              | Lu              | Ma              | Me              | Gi              | Ve              | Sa              | Do              | Lu              | Ma              | Me              | Gi              | Ve              | Sa              | Do              | Lu              | Ma              |                 |                 |
| Luglio          | Me              | Gi              | Ve              | Sa              | Do              | Lu              | Ma              | Me              | Gi              | Ve              | Sa              | Do              | Lu              | Ma              | Me              | Gi              | Ve              | Sa              | Do              | Lu              | Ma              | Me              | Gi              | Ve              | Sa              | Do              | Lu              | Ma              | Me              | Gi              | Ve              |                 |
| Agosto          | Sa              | Do              | Lu              | Ma              | Me              | Gi              | Ve              | Sa              | Do              | Lu              | Ma              | Me              | Gi              | Ve              | Sa              | Do              | Lu              | Ma              | Me              | Gi              | Ve              | Sa              | Do              | Lu              | Ma              | Me              | Gi              | Ve              | Sa              | Do              | Lu              |                 |
| Settembre       | Ma              | Me              | Gi              | Ve              | Sa              | Do              | Lu              | Ma              | Me              | Gi              | Ve              | Sa              | Do              | Lu              | Ma              | Me              | Gi              | Ve              | Sa              | Do              | Lu              | Ma              | Me              | Gi              | Ve              | Sa              | Do              | Lu              | Ma              | Me              |                 |                 |
| Ottobre         | Gi              | Ve              | Sa              | Do              | Lu              | Ma              | Me              | Gi              | Ve              | Sa              | Do              | Lu              | Ma              | Me              | Gi              | Ve              | Sa              | Do              | Lu              | Ma              | Me              | Gi              | Ve              | Sa              | Do              | Lu              | Ma              | Me              | Gi              | Ve              | Sa              |                 |
| Novembre        | Do              | Lu              | Ma              | Me              | Gi              | Ve              | Sa              | Do              | Lu              | Ma              | Me              | Gi              | Ve              | Sa              | Do              | Lu              | Ma              | Me              | Gi              | Ve              | Sa              | Do              | Lu              | Ma              | Me              | Gi              | Ve              | Sa              | Do              | Lu              |                 |                 |
| Dicembre        | Ma              | Me              | Gi              | Ve              | Sa              | Do              | Lu              | Ma              | Me              | Gi              | Ve              | Sa              | Do              | Lu              | Ma              | Me              | Gi              | Ve              | Sa              | Do              | Lu              | Ma              | Me              | Gi              | Ve              | Sa              | Do              | Lu              | Ma              | Me              | Gi              |                 |